# 6月22日
6月22日（ろくがつにじゅうににち）は、グレゴリオ暦で年始から173日目（閏年では174日目）にあたり、年末まであと192日ある。

## できごと

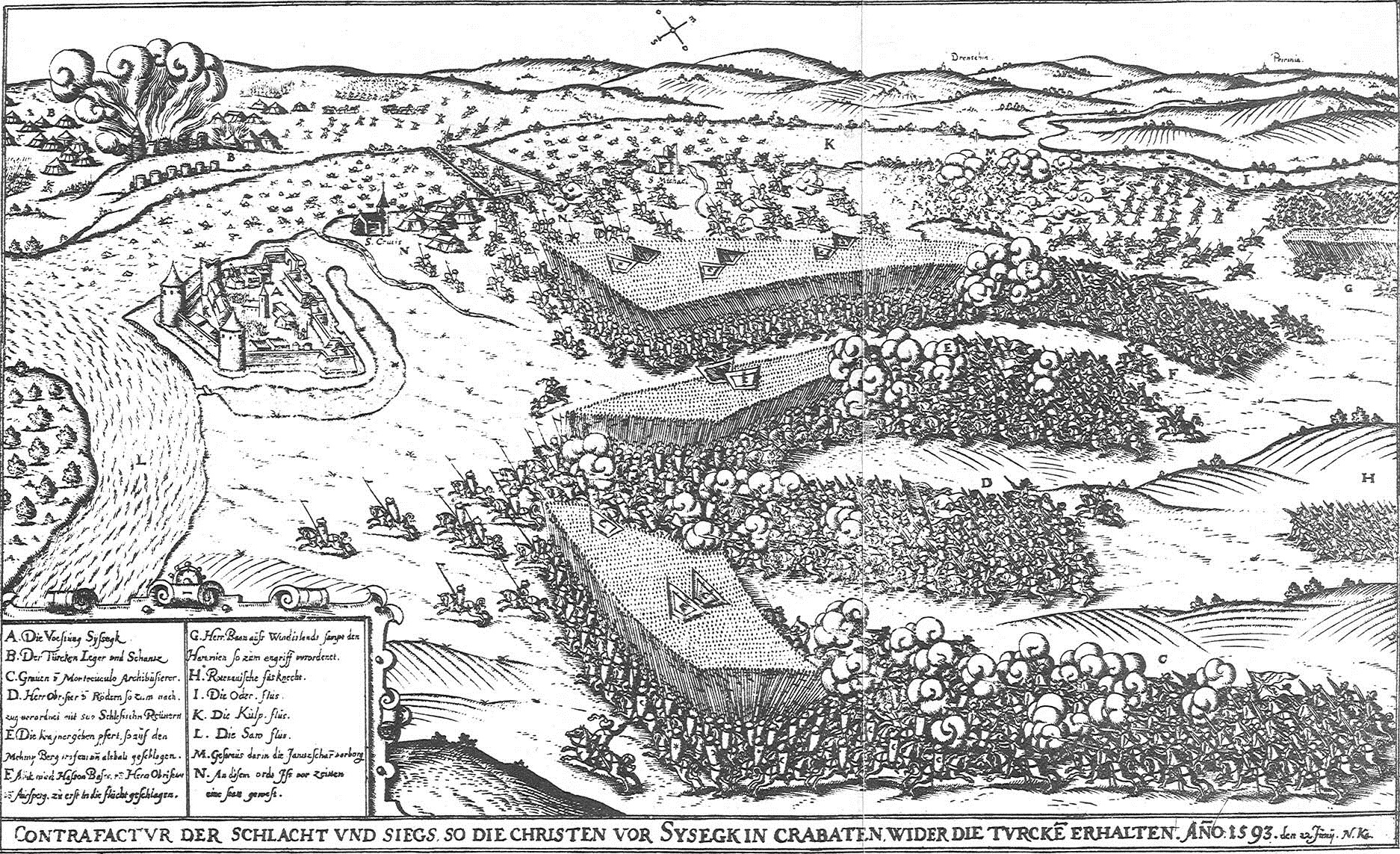
1593年、シサクの戦い、オスマン帝国が敗退。

スウェーデンの国旗制定(1906)

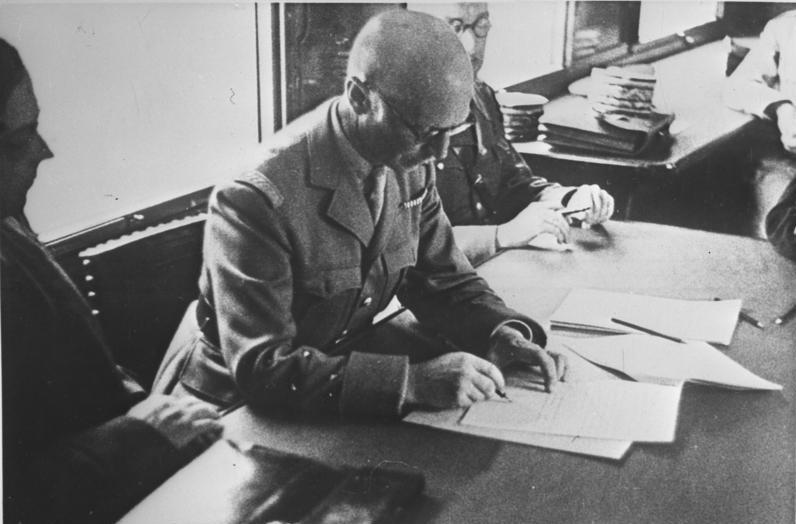
独仏休戦協定の調印(1940)

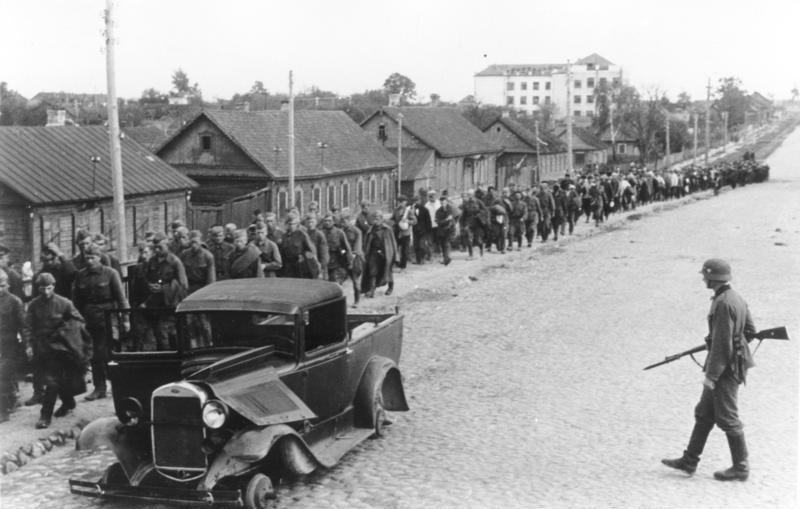
第二次世界大戦、バルバロッサ作戦開始(1941)。画像は捕虜となった赤軍(7月2日のもの)

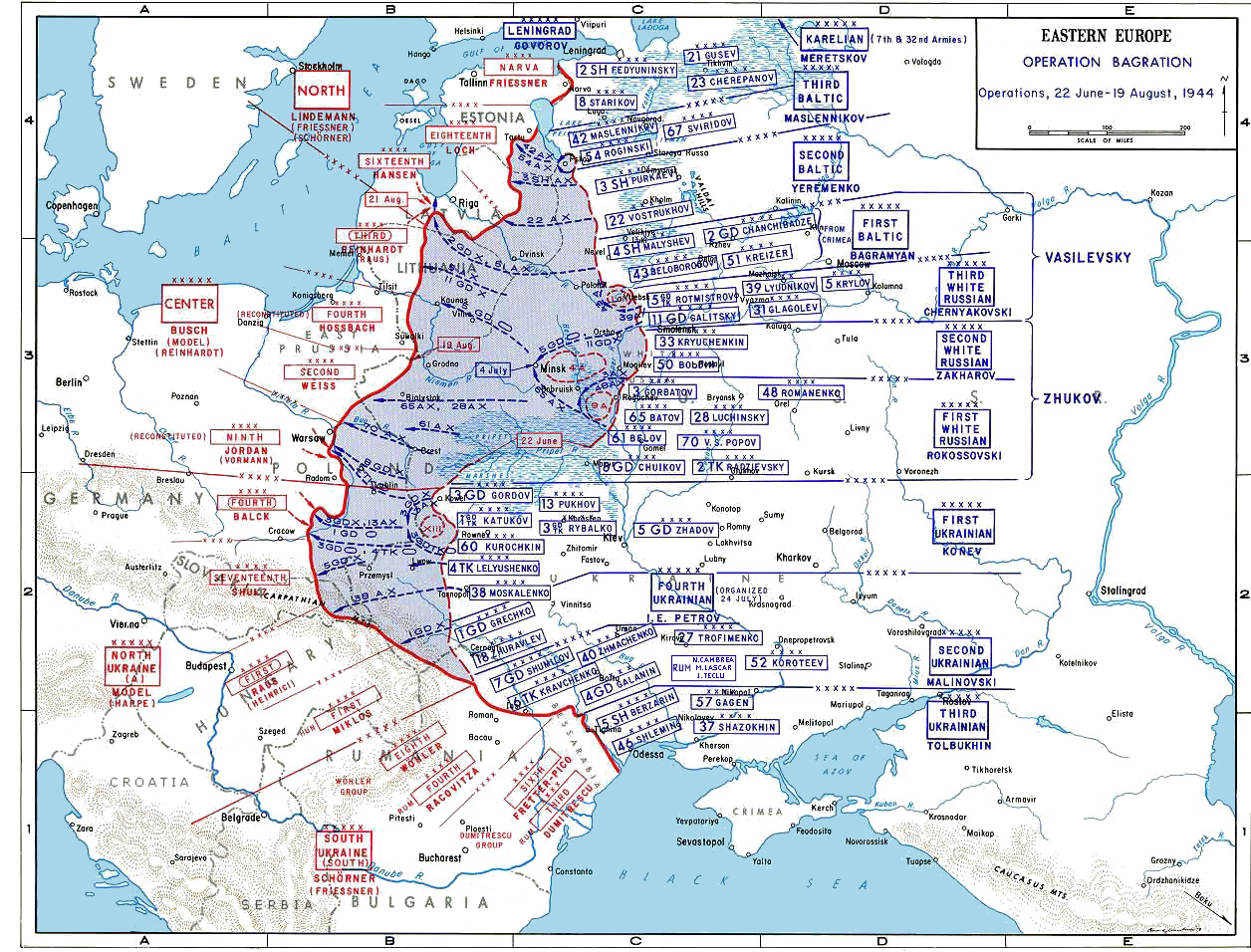
第二次世界大戦のソ連の反攻、バグラチオン作戦(1944)

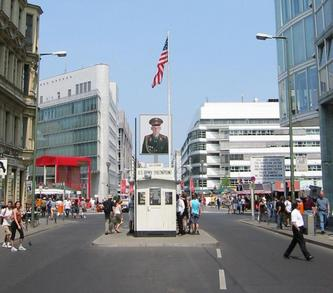
1990年、ベルリンのチェックポイント・チャーリー撤去。現在は復元され観光名所となっている（画像）

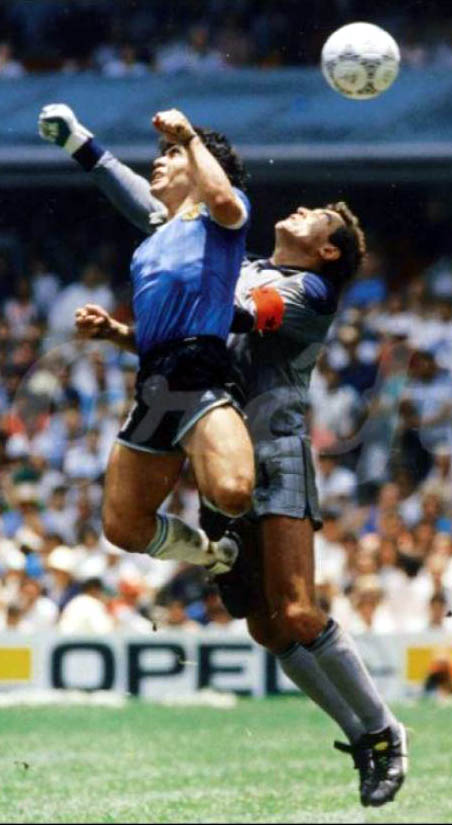
FIFAワールドカップメキシコ大会、ディエゴ・マラドーナの「神の手ゴール」(1986)

- 紀元前217年 - 第4次シリア戦争: ラフィアの戦い。プトレマイオス4世がセレウコス朝のアンティオコス3世を打ち破る。
- 紀元前168年 - 第三次マケドニア戦争: ピュドナの戦い。
- 802年（延暦21年5月19日） - 富士山噴火で陥没した足柄路の代わりに筥荷路（箱根路）が開通。
- 1360年（延文5年/正平15年5月9日） - 北朝方の畠山国清により楠木正儀の赤坂城が落城。
- 1377年 - 前日のイングランド王エドワード3世の死去に伴い、孫のリチャード2世が即位。
- 1582年（天正10年6月3日） - 魚津城の戦い: 魚津城にこもっていた中条景泰らが切腹して魚津城を開城し、戦いが終結。柴田勝家ら織田軍・北陸担当部門が北陸を制圧。
- 1582年（天正10年6月3日） - 夜、備中高松城の戦いで備中在陣中の羽柴秀吉のもとに本能寺の変の知らせが届く。
- 1593年 - シサクの戦い（英語版）。クロアチアとカルニオラの連合軍がオスマン帝国に勝利。ハプスブルク家とオスマン帝国の長期戦争の端緒になった。
- 1633年 - ローマ教皇庁の検邪聖省の裁判でガリレオ・ガリレイに有罪判決が下り、自説の地動説を撤回する異端誓絶文を読み上げさせられる。
- 1636年（寛永13年5月19日） - 江戸幕府が第四次鎖国令を布告。通商に無関係なポルトガル人の追放など。
- 1783年 - アイスランド・ラキ火山の噴火により発生した有毒ガスがフランス・ル・アーヴルに到達。
- 1815年 - ワーテルローの戦いで敗れたナポレオン1世がセントヘレナに流されフランス皇帝を退位（英語版）。百日天下が終了。
- 1868年（慶応4年5月3日） - 戊辰戦争: 奥羽列藩同盟が成立。
- 1893年 - レバノンのトリポリ沖でイギリス海軍の戦艦キャンパーダウンとヴィクトリアが衝突事故を起こしヴィクトリアが沈没、358名の死者を出す。
- 1897年 - インド・マハラシュトラ州プーナで、Chapekar兄弟 (en:Chapekar brothers) らがイギリス植民地政府の役人ウォルター・チャールズ・ランドと護衛のアイヤースト中尉を射殺。彼らは後に処刑され、インド独立運動の最初の犠牲者とみなされている。
- 1898年 - 憲政党結成。
- 1906年 - スウェーデンの国旗が制定される。
- 1907年 - 東北帝国大学が創設される。
- 1908年 - 赤旗事件（錦輝館事件）。山口義三の出獄歓迎会を開いた荒畑寒村、大杉栄ら社会主義者指導者が、「無政府共産」と書いた赤旗を振り回し、警官に逮捕される。
- 1911年 - イギリス国王ジョージ5世が戴冠。
- 1919年 - フェロー諸島の旗が初めて掲げられる。
- 1931年 - 福岡県で日本航空輸送機が墜落。乗員2名乗客1名人全員死亡。日本初の商業定期便の事故。
- 1940年 - 第二次世界大戦・ナチス・ドイツのフランス侵攻: フランス首相のフィリップ・ペタンがドイツと独仏休戦協定に調印。フランスがドイツに降伏。
- 1941年 - 第二次世界大戦・独ソ戦: ドイツ軍のソビエト連邦への侵攻作戦・バルバロッサ作戦が開始。
- 1944年 - 第二次世界大戦・独ソ戦: ソ連赤軍のドイツ軍に対する反撃作戦・バグラチオン作戦が開始。
- 1945年 - 第二次世界大戦: 昭和天皇が最高戦争指導会議で初めて終戦の意図を示す。
- 1945年 - 第二次世界大戦: 戦時緊急措置法公布。
- 1955年 - 三鷹事件の上告審で、最高裁判所が竹内景助被告に対して死刑判決を確定。
- 1957年 - 反党グループ事件。フルシチョフ第一書記を解任しようとしたマレンコフら党保守派幹部が党役職を解任される。
- 1960年 - 日本航空が東京国際空港（羽田空港） - 福岡空港（板付空港）間に深夜割引便ムーンライト号の運航開始。
- 1962年 - グアドループ・ポワンタピートル国際空港でエールフランス機が悪天候のため墜落。113人全員死亡。(en:Air France Flight 117)
- 1965年 - 日韓基本条約及び日韓請求権並びに経済協力協定締結。
- 1966年 - 千葉県三里塚地区での新東京国際空港（現・成田国際空港）建設案が初めて公にされる（成田空港問題）。
- 1969年 - オハイオ州カヤホガ川で沿岸の工場から排出された大量の廃油などが燃え火災が発生。タイム誌に大きく取り上げられ、アメリカ合衆国環境保護庁 (EPA) 設立のきっかけとなる。
- 1972年 - 自然環境保全法公布。
- 1972年 - 四畳半襖の下張事件: 『四畳半襖の下張』を掲載した月刊誌『面白半分』が猥褻文書販売の疑いで発売禁止。
- 1976年 - この日発売の週刊少年ジャンプにて『こちら葛飾区亀有公園前派出所』（山止たつひこ→秋本治作）が読み切り掲載され、42号で連載が開始。
- 1978年 - ジェームズ・クリスティーが冥王星の衛星カロンを発見。
- 1980年 - 初の衆参同日選挙（第36回衆院選、第12回参院選）。
- 1982年 - IBM産業スパイ事件: FBIが囮捜査により日立製作所・三菱電機の社員6人をIBMへの産業スパイ容疑で逮捕。
- 1984年 - ヴァージン・アトランティック航空の運航が開始される。
- 1986年 - FIFAワールドカップメキシコ大会準々決勝で、ディエゴ・マラドーナの「神の手ゴール」と5人抜きの「世紀のゴール」により2対1でアルゼンチンがイングランドに勝利。(en:Argentina v England (1986 FIFA World Cup quarter-final))
- 1987年 - プロ野球選手の衣笠祥雄に国民栄誉賞が贈られる。
- 1990年 - ベルリンのチャーリー検問所が撤去。
- 1998年 - 総理府の外局として金融監督庁（現 金融庁）を設置。
- 2000年 - デルタ航空、アエロメヒコ航空、エールフランス、大韓航空により、スカイチームが設立。
- 2004年 - 集団強姦事件スーパーフリー事件の舞台となった早稲田大学のイベントサークルスーパーフリーが解散。
- 2008年 - 東急目黒線武蔵小杉駅 - 日吉駅間が延伸開業。
- 2009年 - ワシントンメトロ列車衝突事故。9人死亡。
- 2009年 - イーストマン・コダックが、リバーサルフィルム・コダクロームの製造打ち切りを発表。
- 2010年 - 広島県広島市南区にあるマツダ宇品工場で、自動車による無差別殺傷事件発生。（マツダ本社工場連続殺傷事件）
- 2013年 - カンボジアのプノンペンで開催されていた世界遺産委員会にて、富士山が三保松原をはじめとする構成資産群とともに「富士山と信仰・芸術の関連遺産群」として世界文化遺産に登録される[1][2]。
- 2015年 - 閉鎖されたナトゥ・ラ峠の通行が可能となる[3]。
- 2022年 - アフガニスタン東部地震が発生[4]。

## 誕生日

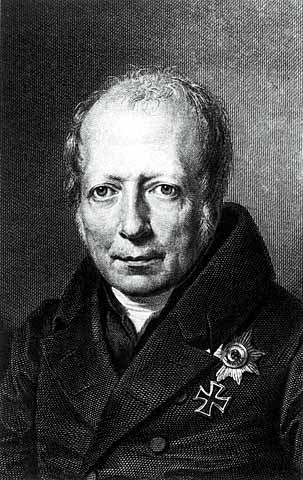
言語学者ヴィルヘルム・フォン・フンボルト(1767-1835)誕生。フンボルト大学ベルリンを創設。

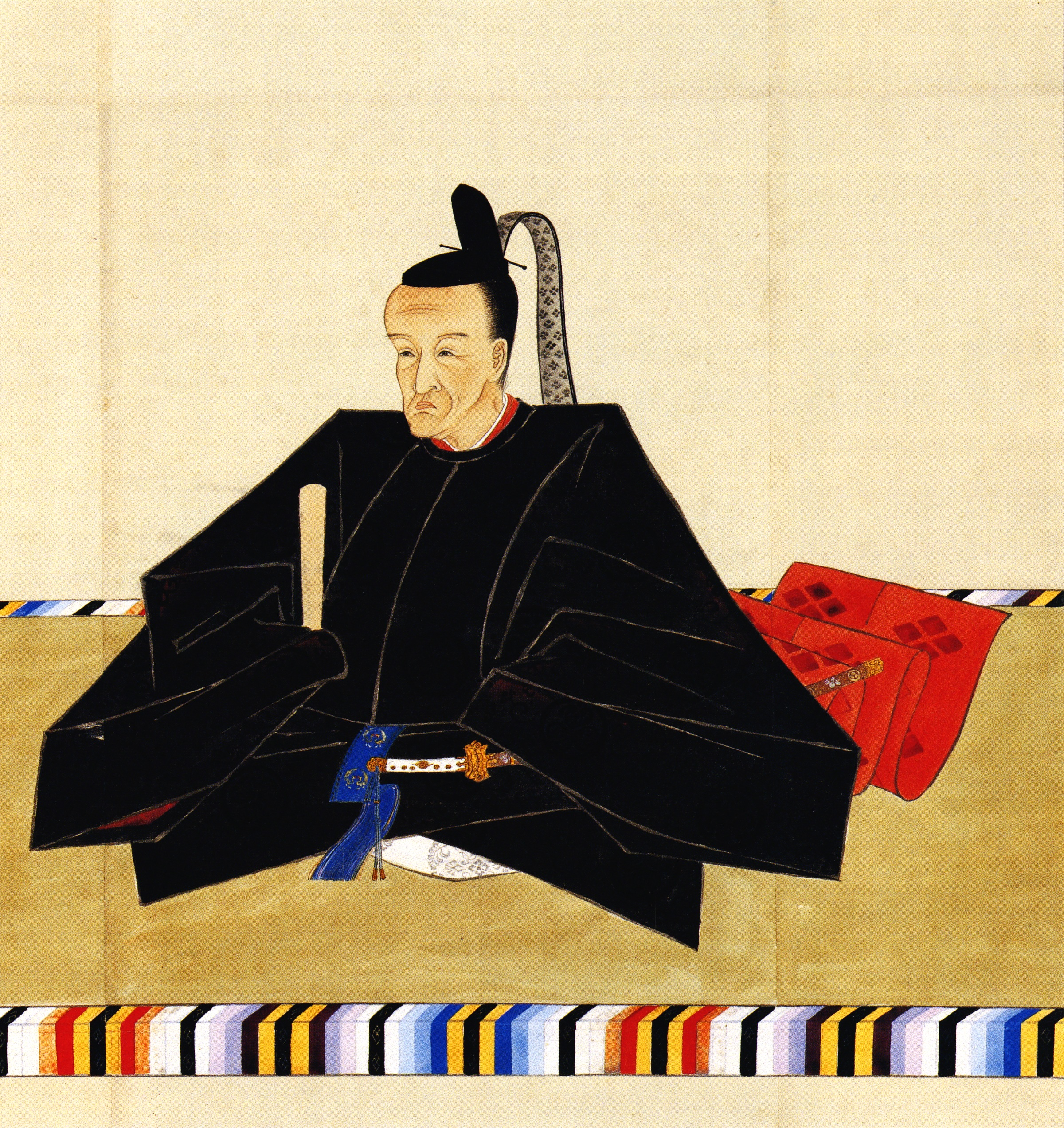
江戸幕府第12代将軍、徳川家慶(1793-1853)誕生。天保の改革を行わせた。

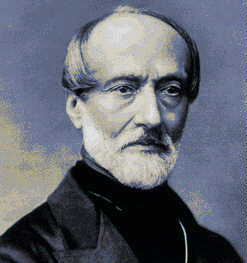
イタリア統一運動時代の政治家ジュゼッペ・マッツィーニ(1805-1872)誕生。

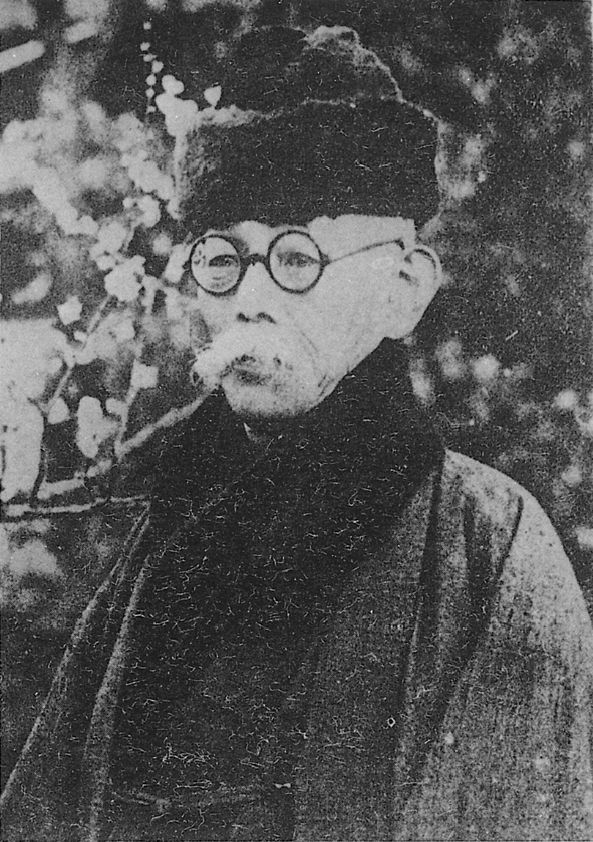
作家坪内逍遥(1859-1935)誕生。

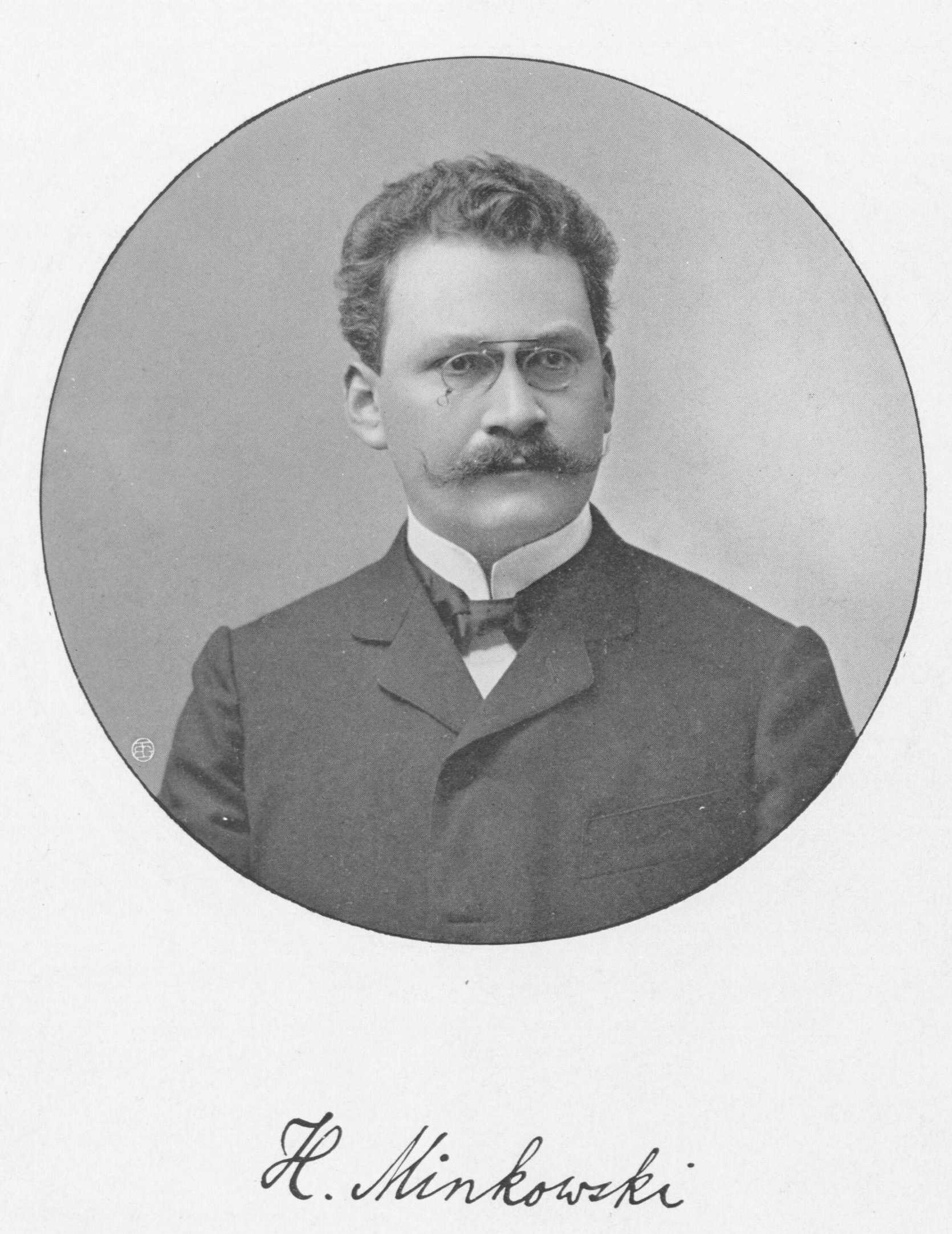
数学者ヘルマン・ミンコフスキー(1864-1909)誕生。ミンコフスキー空間を考案し相対性理論に数学的基礎を与えた。

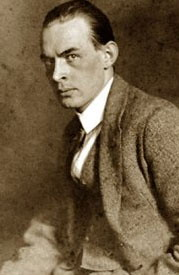
作家エーリヒ・マリア・レマルク(1898-1970)誕生。代表作『西部戦線異状なし』(1929)

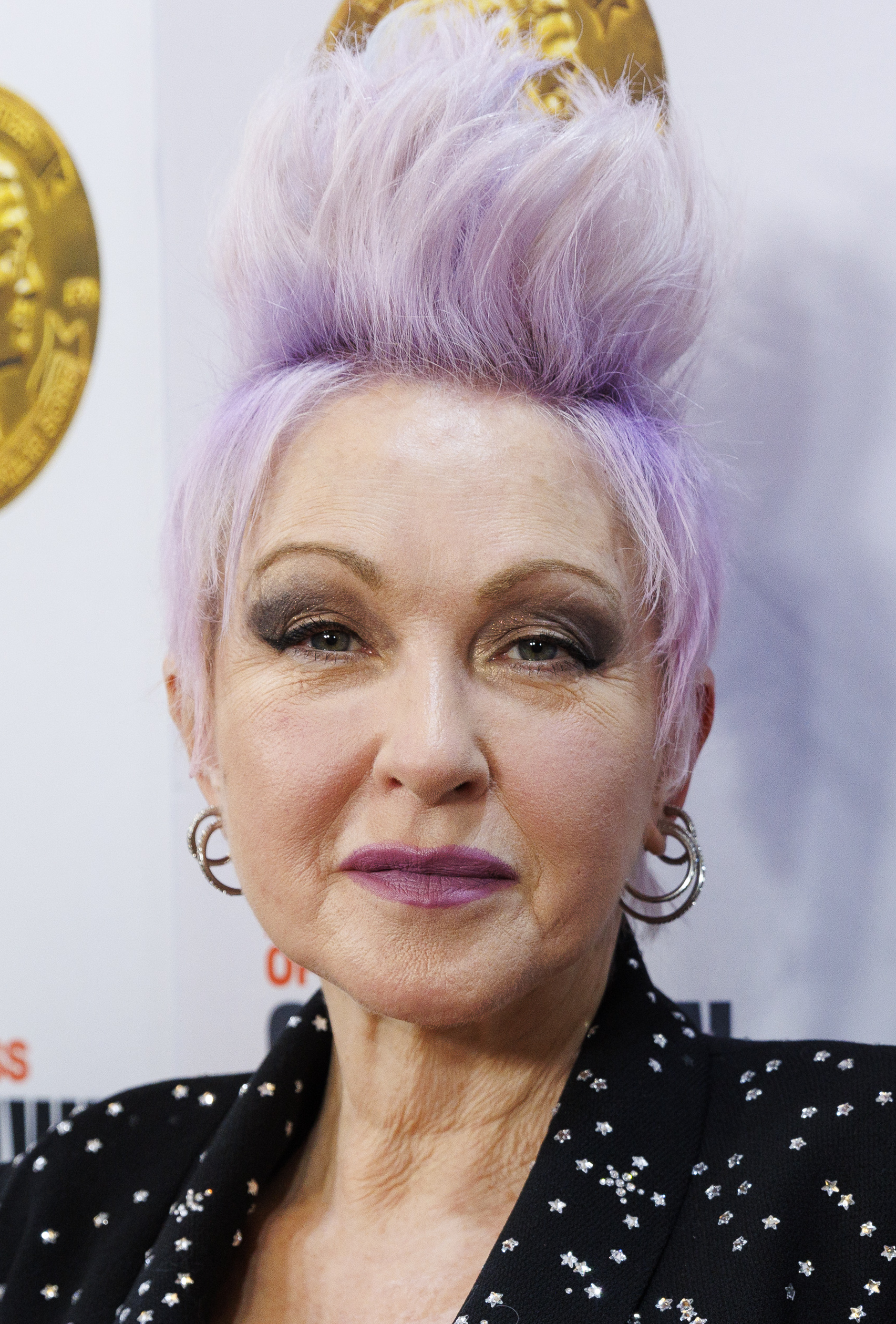
歌手・女優、シンディ・ローパー(1953-)誕生。

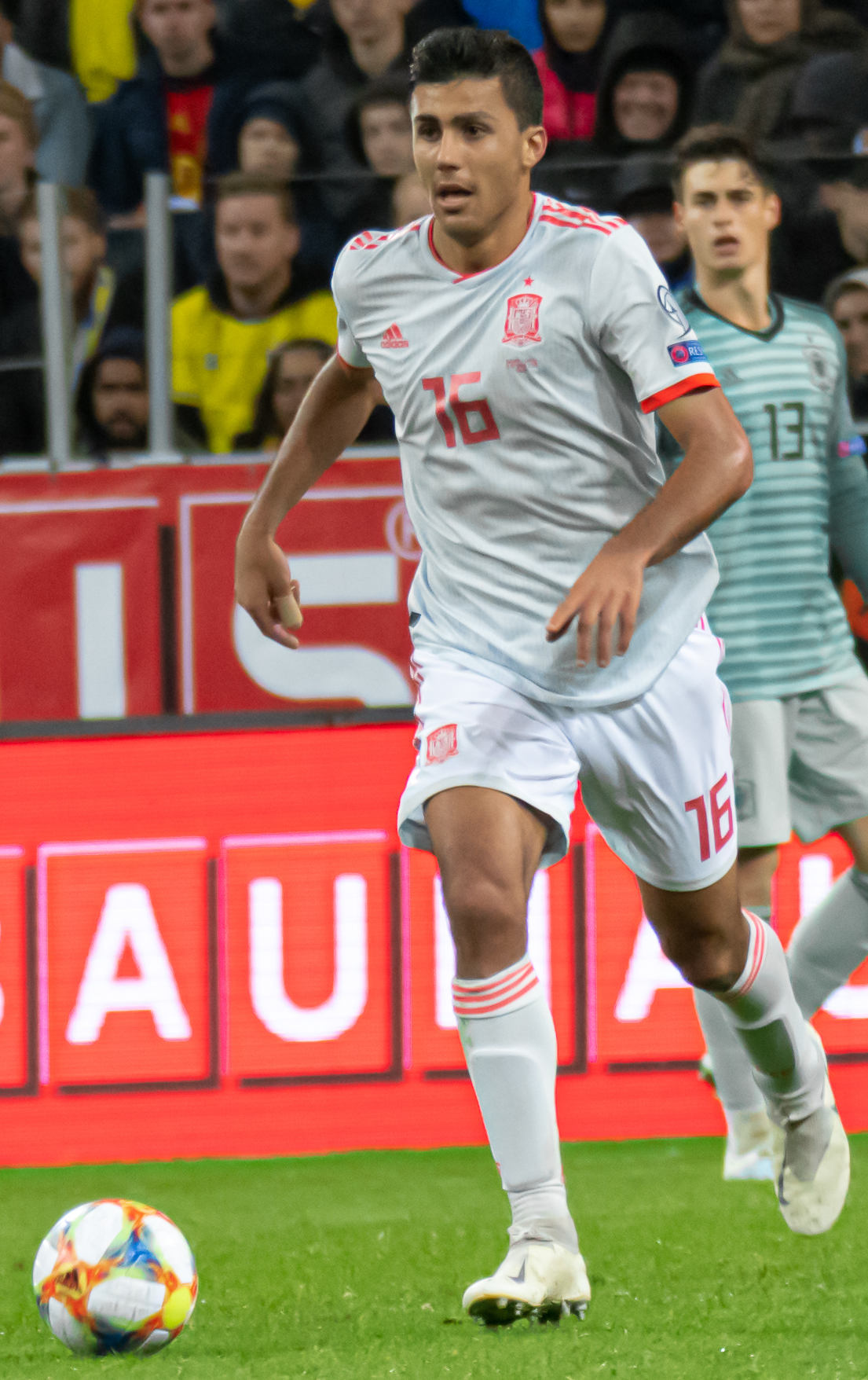
サッカー選手ロドリゴ・エルナンデス(1996-)誕生。

- 1647年（正保4年5月1日） - 小笠原忠雄、第2代豊前国小倉藩主（+ 1725年）
- 1669年（寛文9年5月24日） - 津軽信寿、第5代陸奥国弘前藩主（+ 1746年）
- 1684年 - フランチェスコ・マンフレディーニ、作曲家、ヴァイオリニスト（+ 1762年）
- 1686年（貞享3年5月1日） - 小笠原貞通、第2代豊前国小倉新田藩主（+ 1747年）
- 1753年（宝暦3年5月21日） - 植村家長、第9代大和国高取藩主（+ 1828年）
- 1762年（宝暦12年5月1日） - 松平直恒、第2代武蔵国川越藩主（+ 1810年）
- 1767年 - ヴィルヘルム・フォン・フンボルト、言語学者（+ 1835年）
- 1768年（明和5年5月8日） - 青山忠裕、第4代丹波国篠山藩主（+ 1836年）
- 1793年（寛政5年5月14日） - 徳川家慶、江戸幕府第12代将軍（+ 1853年）
- 1805年 - ジュゼッペ・マッツィーニ、革命家（+ 1872年）
- 1830年 - テオドル・レシェティツキ、ピアノ教師、作曲家、ピアニスト（+ 1915年）
- 1849年（嘉永2年5月3日） - 毛利元敏、第14代長門国長府藩主、華族（+ 1908年）
- 1851年（嘉永4年5月23日） - 滝脇信敏、第11代駿河国小島藩主、華族（+ 1887年）
- 1858年（安政5年5月12日） - 南部信方、第4代陸奥国七戸藩主、華族（+ 1923年）
- 1859年（安政6年5月22日） - 坪内逍遥、作家（+ 1935年）
- 1864年 - ヘルマン・ミンコフスキー、数学者（+ 1909年）
- 1887年 - ジュリアン・ハクスリー、生物学者（+ 1975年）
- 1897年 - ノルベルト・エリアス、社会学者、哲学者、詩人（+ 1990年）
- 1898年 - エーリヒ・マリア・レマルク、小説家（+ 1970年）
- 1898年 - ハロルド・J・ティンパーリ、ジャーナリスト（+ 1954年）
- 1899年 - ミハウ・カレツキ、経済学者（+ 1970年）
- 1902年 - 市原豊太、随筆家、翻訳家（+ 1990年）
- 1903年 - 山本周五郎、作家（+ 1967年）
- 1903年 - カール・ハッベル、元プロ野球選手（+ 1988年）
- 1906年 - ビリー・ワイルダー、映画監督（+ 2002年）
- 1907年 - ジョコンダ・デ・ヴィート、ヴァイオリニスト（+ 1994年）
- 1910年 - ピーター・ピアーズ、テノール歌手（+ 1986年）
- 1911年 - 河本敏夫、政治家（+ 2001年）
- 1919年 - 青池良正、元プロ野球選手（+ 没年不詳）
- 1921年 - 松本利一、元プロ野球選手（+ 没年不詳）
- 1922年 - 新津義雄、実業家（+ 2011年）
- 1923年 - 木村功、俳優（+ 1981年）
- 1925年 - 櫟信平、元プロ野球選手（+ 2008年）
- 1928年 - 佐々木すみ江、女優（+ 2019年）
- 1928年 - 中山茂、科学史家（+ 2014年）
- 1930年 - 初岡栄治、元プロ野球選手（+ 2015年）
- 1930年 - 太田敏行、元プロ野球選手
- 1932年 - 拝藤聖雄、元プロ野球選手（+ 2011年）
- 1940年 - アッバス・キアロスタミ、映画監督（+ 2016年）
- 1940年 - 鈴木正孝、官僚、政治家
- 1942年 - 秋山豊寛、ジャーナリスト、宇宙飛行士
- 1942年 - 高橋紀世子、政治家（+ 2020年）
- 1943年 - 中島隆利、政治家
- 1945年 - 白川勝彦、弁護士（+ 2019年）
- 1945年 - アレクサンダー・パインズ、化学者（+ 2024年）
- 1947年 - ピート・マラビッチ、バスケットボール選手（+ 1988年）
- 1948年 - トッド・ラングレン、ミュージシャン
- 1948年 - 笹野高史、俳優
- 1949年 - メリル・ストリープ、女優
- 1949年 - リンゼイ・ワグナー、女優
- 1949年 - 飯尾尊雄、元プロ野球選手
- 1950年 - 池田幸博、元プロ野球選手
- 1953年 - シンディ・ローパー、ミュージシャン
- 1956年 - ロン・ハスラム、ライダー
- 1957年 - 福井烈、プロテニス選手
- 1959年 - マイケル・キネーン、元騎手
- 1959年 - 志州山真国、元大相撲力士
- 1959年 - 鎌田正彦、実業家、SBSホールディングス代表取締役社長
- 1960年 - 石川広志、ミュージシャン
- 1961年 - 今村豊、元競艇選手
- 1961年 - 大坪幸夫、元プロ野球選手
- 1962年 - チャウ・シンチー（周星馳）、映画監督、映画俳優
- 1962年 - クライド・ドレクスラー、バスケットボール選手
- 1963年 - ジョン・テンタ、大相撲力士、プロレスラー（+ 2006年）
- 1963年 - 北勝海信芳、大相撲第61代横綱、年寄8代八角、日本相撲協会第13代理事長
- 1963年 - 藤野正剛、元プロ野球選手
- 1963年 - 小田英明、元プロ野球選手
- 1963年 - 松本等しい、ものまねタレント（ダウソタウソ）
- 1964年 - 阿部寛、俳優
- 1964年 - ダン・ブラウン、小説家、推理作家
- 1964年 - 笘篠誠治、元プロ野球選手
- 1965年 - 武田一浩、元プロ野球選手
- 1965年 - 小此木八郎、政治家
- 1965年 - 松田明彦、元バレーボール選手
- 1966年 - 斉藤和義、ミュージシャン
- 1966年 - ロブ・ネイヤー、スポーツライター
- 1967年 - 玉袋筋太郎、お笑いタレント（浅草キッド）
- 1967年 - 川畑泰史、お笑いタレント
- 1968年 - 柳美里、小説家
- 1968年 - 中村日出夫、元プロ野球選手
- 1969年 - 西山喜久恵、フジテレビアナウンサー
- 1969年 - 日月鉄二、元プロ野球選手
- 1970年 - 先崎学、将棋棋士
- 1970年 - 一木美名子、声優
- 1970年 - 新井昌和、俳優
- 1971年 - 藤立次郎、元プロ野球選手
- 1971年 - カート・ワーナー、元アメリカンフットボール選手
- 1971年 - 村田正幸、元プロ野球選手
- 1972年 - 土門仁、声優
- 1972年 - 松元秀一郎、元プロ野球選手
- 1972年 - ミゲール・デルトロ、プロ野球選手（+ 2001年）
- 1972年 - エマヌエーレ・フィリベルト・ディ・サヴォイア、ピエモンテ＝ヴェネツィア公財団理事、ヴェネツィア公
- 1972年 - 岡部たかし、俳優
- 1973年 - 徳本政敬、元プロ野球選手
- 1973年 - 関裕通、政治家
- 1974年 - 葉山拓亮、ミュージシャン
- 1974年 - 内藤玲、声優
- 1974年 - 池田郁夫、元プロ野球選手
- 1974年 - 阿久根鋼吉、元プロ野球選手
- 1974年 - 室井市衛、元サッカー選手
- 1975年 - 板谷由夏、女優
- 1975年 - 川上憲伸、元プロ野球選手
- 1975年 - 平野啓一郎、小説家
- 1975年 - エステバン・ジャン、元プロ野球選手
- 1977年 - 永山奈々、声優、歌手
- 1977年 - 小野涼子、声優
- 1977年 - 中須賀諭、元野球選手
- 1978年 - ホンデル・マルティネス、野球選手
- 1978年 - 真山景子、ファッションモデル
- 1978年 - ウィリー・ハリス、元プロ野球選手
- 1979年 - 新沼慎二、元プロ野球選手
- 1979年 - ブラッド・ホープ、元プロ野球選手
- 1979年 - 徳本一善、陸上選手、指導者
- 1979年 - 山本浩司、お笑い芸人（タイムマシーン3号）
- 1979年 - ジョーイ・チーク、元スピードスケート選手
- 1980年 - 金森久朋、元プロ野球選手
- 1980年 - KUMI、ミュージシャン（Yum!Yum!ORANGE）
- 1980年 - ルイス・マザ、元プロ野球選手
- 1981年 - 天野洋一、漫画家
- 1982年 - 内藤哲也、プロレスラー
- 1982年 - 川上洋平、ミュージシャン（［Alexandros］）
- 1982年 - イアン・キンズラー、元プロ野球選手
- 1982年 - マティ・ディオプ、映画監督
- 1983年 - 川田裕美、アナウンサー
- 1983年 - 櫻本のん、元グラビアアイドル
- 1983年 - ディアナ・ステラート、フィギュアスケート選手
- 1984年 - 武山真吾、元プロ野球選手
- 1984年 - 小野友樹、声優
- 1984年 - シーザー・ラモス、元プロ野球選手
- 1985年 - 加藤ローサ、タレント
- 1985年 - 伊志嶺忠、元プロ野球選手
- 1985年 - ファンタジスタさくらだ、タレント、実業家（元あやまんJAPAN）
- 1985年 - ルーク・ゾマー、プロ野球選手
- 1985年 - 中村光雄、元野球選手
- 1986年 - 山本拓弥、元サッカー選手
- 1986年 - わた・ナッツ、お笑いタレント（元コブラナッツ）
- 1987年 - イ・ミンホ、俳優
- 1987年 - ジョン・ナス、フィギュアスケート選手
- 1987年 - ファイ・パプ月瑠、バスケットボール選手
- 1988年 - 植原卓也、俳優
- 1988年 - 加藤ミリヤ、ミュージシャン
- 1988年 - 山中亮平、ラグビー選手
- 1988年 - 小林亮太、元サッカー選手
- 1988年 - 小谷野顕治、元サッカー選手
- 1988年 - 森カンナ、ファッションモデル、女優
- 1989年 - ライアン・サール、プロ野球選手
- 1990年 - 伊野尾慧、タレント、歌手、俳優（Hey! Say! JUMP）
- 1990年 - ダレル・セシリアーニ、プロ野球選手
- 1992年 - 宇良和輝、大相撲力士
- 1993年 - 川島麻利、元ファッションモデル
- 1993年 - 愛菜、タレント
- 1993年 - ブラダ・ロマノヴァ、モデル
- 1994年 - 山本里菜、アナウンサー
- 1995年 - サラ・コラク、陸上競技選手
- 1995年 - タイラー・オニール、プロ野球選手
- 1995年 - 関大地、アーティスト（ハルカミライ）
- 1996年 - 大坪奈津子、アナウンサー
- 1996年 - 楢﨑智亜、スポーツクライマー
- 1996年 - ロドリ、サッカー選手
- 1996年 - ジェフェルソン・ジ・アラウージョ・ジ・カルヴァーリョ、サッカー選手
- 1997年 - 向田真優、レスリング選手
- 1997年 - ジョシュ・ネイラー、プロ野球選手
- 1998年 - 池田耀平、陸上選手
- 2000年 - 角ゆりあ、元アイドル（元NGT48）
- 2000年 - 団野大成、騎手
- 2001年 - 出口結菜、アイドル（元NMB48）
- 2003年 - 吉瀬真珠、アイドル（いぎなり東北産）
- 2004年 - 内川蓮生、元俳優
- 生年不詳 - 鈴木絵理、声優
- 生年不詳 - 神谷早矢佳、声優
- 生年不詳 - 中山真吾、声優

## 忌日

### 人物

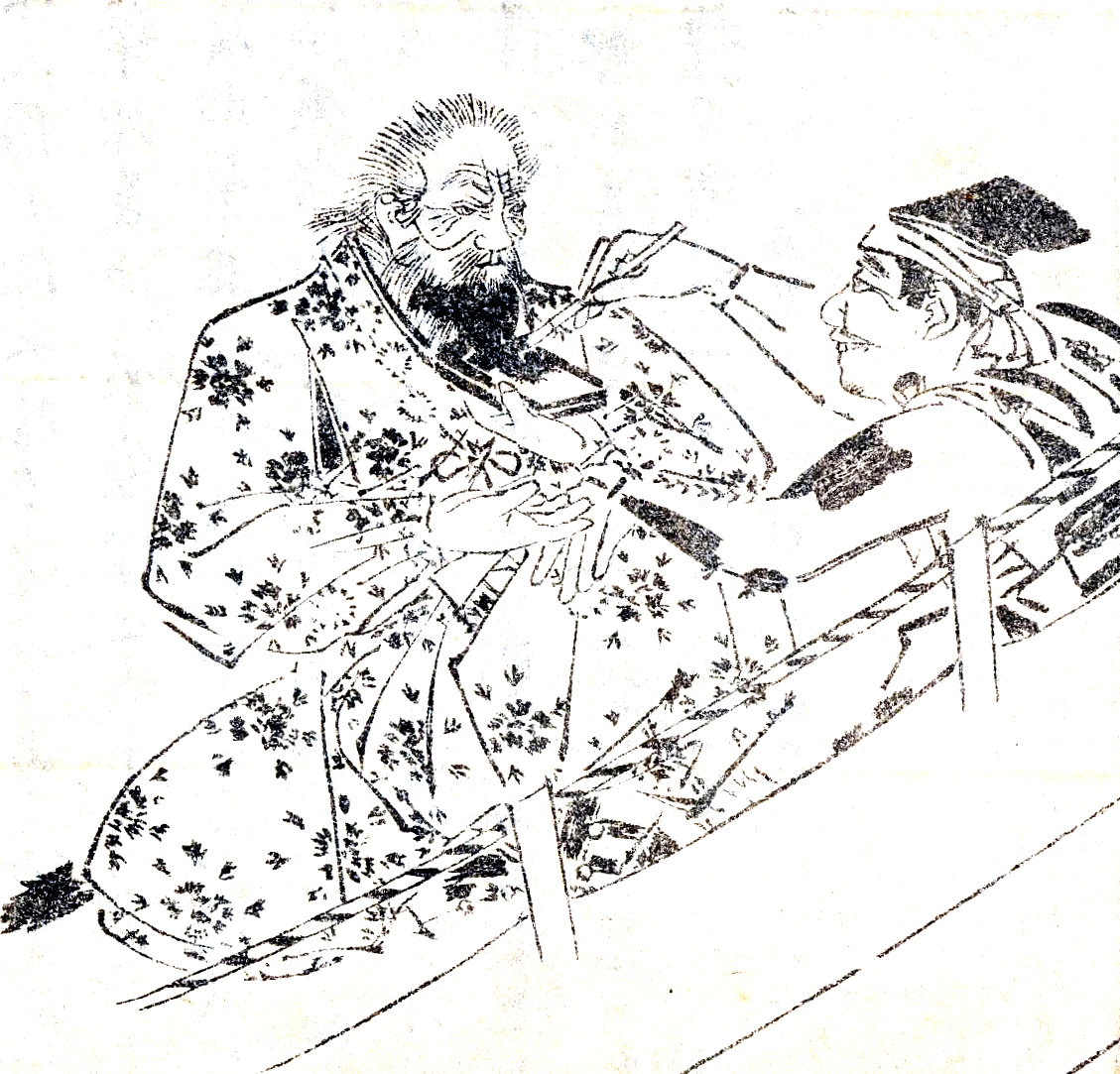
武将斎藤実盛(1111-1183)、篠原の戦いで討死。

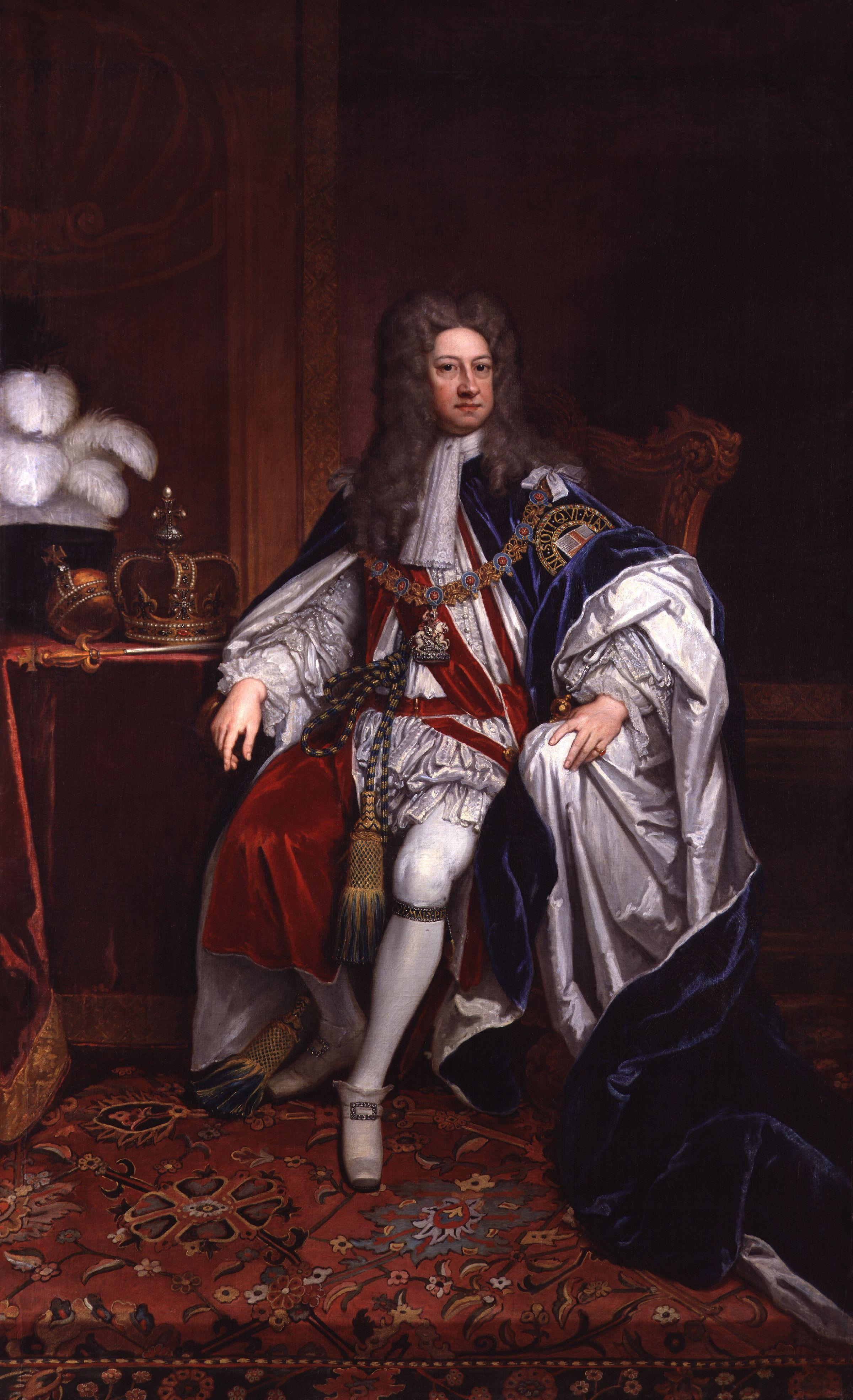
イギリス王ジョージ1世(1660-1727)没。

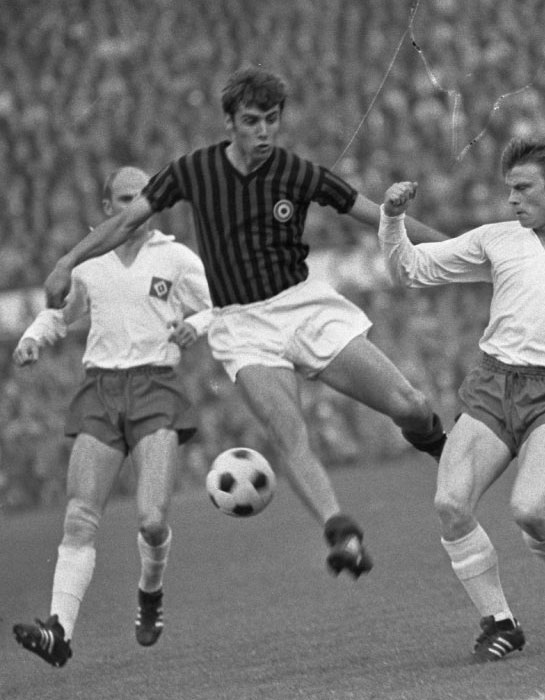
サッカー選手ピエリーノ・プラティ(1946-2020)没。

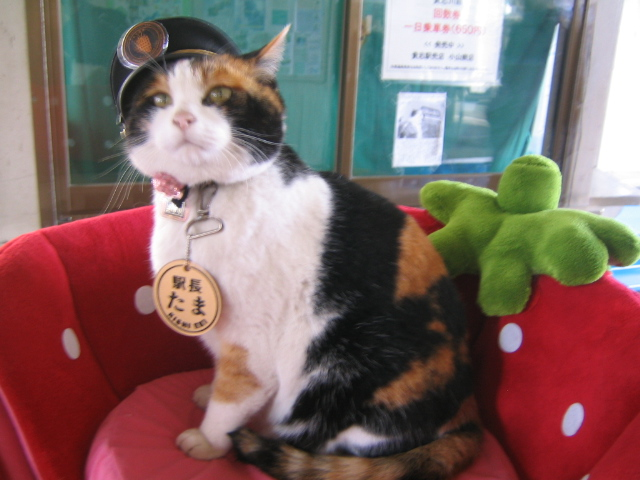
初代たま駅長(1999-2020)没。和歌山電鐵貴志川線貴志駅名誉永久駅長。

- 626年（推古天皇34年5月20日） - 蘇我馬子、飛鳥時代の政治家（* 551年?）
- 900年（昌泰3年5月23日） - 藤原明子、文徳天皇の女御（* 829年）
- 1183年（寿永2年6月1日） - 斎藤実盛、平安時代の武将（* 1111年）
- 1352年（正平7年/観応3年5月10日） - 四条隆資、南朝の公卿（* 1292年）
- 1406年（応永13年6月7日） - 一色詮範、室町時代の武将（* 1340年?）
- 1535年 - ジョン・フィッシャー、カトリック教会の聖人（* 1469年）
- 1611年（慶長16年5月12日） - 甘糟景継、戦国武将（* 1550年）
- 1727年 - ジョージ1世、イギリス王（* 1660年）
- 1741年 - ジョゼフ＝エクトル・フィオッコ、作曲家（* 1703年）
- 1784年（天明4年5月5日） - 南部利正、第9代盛岡藩主（* 1751年）
- 1775年（安永5年5月25日） - 秋元凉朝、江戸幕府老中、川越藩主、山形藩主（* 1717年）
- 1805年（文化2年5月25日） - 一条実通、江戸時代の公卿（* 1788年）
- 1813年 - アントン・グラフ、画家（* 1736年）
- 1830年（文政13年5月2日） - 池田斉稷、第8代鳥取藩主（* 1788年）
- 1846年 - ベンジャミン・ヘイドン、画家（* 1786年）
- 1846年（弘化3年5月29日） - 宇田川榕菴、蘭学者（* 1798年）
- 1853年 - コスタンツォ・アンジェリーニ、画家（* 1760年）
- 1888年 - エドムント・ノイペルト、ピアニスト、作曲家（* 1842年）
- 1889年 - 蝶花楼馬楽 (2代目)、落語家（* 1833年）
- 1896年 - ベンジャミン・ブリストウ、アメリカ合衆国財務長官・訟務長官（* 1832年）
- 1896年 - オーガスタス・ハリス、俳優、興行主、劇作家（* 1852年）
- 1923年 - 松本楓湖、日本画家（* 1840年）
- 1923年 - モリス・ローゼンフェルド、イディッシュ語詩人（* 1862年）
- 1928年 - 阿武天風、小説家（* 1882年）
- 1925年 - フェリックス・クライン、数学者（* 1849年）
- 1935年 - シモン・アシュケナージ、歴史家（* 1866年）
- 1936年 - 南部修太郎、小説家（* 1892年）
- 1941年 - 佐藤功一、建築家（* 1878年）
- 1945年 - 相田二郎、歴史学者（* 1897年）
- 1956年 - ウォルター・デ・ラ・メア、小説家、詩人（* 1873年）
- 1961年 - マリア、ユーゴスラビア王アレクサンダル1世の妃（* 1901年）
- 1965年 - デヴィッド・O・セルズニック、映画プロデューサー（* 1902年）
- 1966年 - 仁井田陞、中国法制史研究者（* 1904年）
- 1967年 - 李立三、中国共産党の指導者（* 1899年）
- 1969年 - ジュディ・ガーランド、女優（* 1922年）
- 1970年 - 宗像誠也、教育学者（* 1908年）
- 1974年 - ダリウス・ミヨー、作曲家（* 1892年）
- 1976年 - 野口晴哉、整体指導者（* 1911年）
- 1976年 - ポール・ピムスラー、言語学者（* 1927年）
- 1981年 - 加藤喜作、元プロ野球選手、監督（* 1908年）
- 1984年 - ジョゼフ・ロージー、映画監督（* 1909年）
- 1987年 - フレッド・アステア、俳優（* 1899年）
- 1989年 - アンリ・ソーゲ、作曲家（* 1901年）
- 1990年 - イリヤ・フランク、物理学者（* 1908年）
- 1993年 - パット・ニクソン、第37代アメリカ合衆国大統領リチャード・ニクソン夫人（* 1912年）
- 1994年 - 石橋エータロー、コメディアン、料理研究家（* 1927年）
- 1994年 - 開高道子、エッセイスト (* 1952年)
- 1995年 - イヴ・コンガール、カトリック司祭（* 1908年）
- 1997年 - 増田四郎、歴史学者、第5代一橋大学学長、一橋大学名誉教授（* 1908年）
- 1998年 - 高田好胤、法相宗僧侶、元薬師寺管主（* 1924年）
- 2000年 - 滝沢修、俳優（* 1906年）
- 2000年 - 三鬼彰、実業家、元新日本製鐵会長（* 1921年）
- 2002年 - コンラート・ハンゼン、ピア二スト、デトモルト音楽大学共同設立者（* 1906年）
- 2002年 - 笠原良三、脚本家、小説家（* 1912年）
- 2002年 - チャン・チェ、映画監督（* 1923年）
- 2004年 - トーマス・ゴールド、天体物理学者（* 1920年）
- 2004年 - ボブ・バーマー、情報工学者（* 1920年）
- 2004年 - 海法秀一、画家（* 1925年）
- 2004年 - 篠田昇、撮影監督（* 1952年）
- 2006年 - 星野紗一、俳人（* 1921年）
- 2008年 - 井上裕、政治家、第24・25代参議院議長（* 1927年）
- 2008年 - ジョージ・カーリン、コメディアン（* 1937年）
- 2009年 - ビリー・レッド・ライオン、プロレスラー（* 1932年）
- 2009年 - 和田博実、元プロ野球選手（* 1937年）
- 2009年 - 眞木準、コピーライター（* 1948年）
- 2010年 - 木村京太郎、テレビプロデューサー（* 1952年）
- 2013年 - 渡辺誠太郎、元プロ野球選手（* 1922年）
- 2013年 - 一色尚次、工学者、東京工業大学名誉教授（* 1922年）
- 2013年 - アラン・シモンセン、レーシングドライバー（* 1978年）
- 2014年 - 熊谷富夫、演芸番組ディレクター（* 1936年）
- 2015年 - ラウラ・アントネッリ、女優（* 1941年）
- 2015年 - ジェームズ・ホーナー、作曲家（* 1953年）
- 2015年 - 滝沢敏文、アニメーション演出家・監督（* 1953年）
- 2015年 - バディ・ランデル、プロレスラー（* 1961年）
- 2016年 - 小林まさひろ、お笑い芸人、フグ料理料理人（* 1953年）
- 2017年 - 高崎元尚、美術家（* 1923年）
- 2017年 - クェット・マシーレ、政治家、第2代ボツワナ大統領（* 1925年）
- 2017年 - 小林麻央、キャスター、女優（* 1982年）
- 2018年 - ハリナ・アシュキエロビッチ、バレーボール選手（* 1947年）
- 2018年 - ヴィニー・ポール、ドラマー、音楽プロデューサー（* 1964年）
- 2019年 - ジュディス・クランツ、ライター、小説家（* 1928年）
- 2019年 - ターレス・リマ・デ・コンセイソン・ペーニャ、サッカー選手（* 1995年）
- 2020年 - 高橋武智、仏文学者、翻訳家、元日本戦没学生記念会（わだつみ会）理事長（* 1935年）
- 2020年 - ピエリーノ・プラティ、サッカー選手（* 1946年）
- 2020年 - 大沼安史、ジャーナリスト（* 1949年）
- 2021年 - ハンス・ドレヴァンツ、指揮者（* 1929年）
- 2021年 - 李麗仙、女優（* 1942年）
- 2021年 - 奥田建、政治家（* 1959年）
- 2022年 - アレック・ヘッド、競走馬生産者、元調教師（* 1924年）
- 2023年 - 野見山暁治、洋画家（* 1920年）
- 2023年 - 27代木村庄之助、大相撲立行司（* 1925年）
- 2023年 - ハリー・マーコウィッツ、経済学者（* 1927年）
- 2023年 - 高橋城、作曲家（* 1939年）
- 2023年 - ペーター・ブロッツマン、サクソフォン奏者、クラリネット奏者（* 1941年）
- 2024年 - 木原明、たたら製鉄職人、元日立製作所・プロテリアル安来工場職員（* 1935年）
- 2024年 - 谷口源太郎、スポーツジャーナリスト（* 1938年）
- 2024年 - コバチ・ペーテル、体操選手（* 1959年）
- 2025年 - アキ・アレオン、俳優、シンガーソングライター（* 1934年）
- 2025年 - 秋野豊明、医学者、札幌医科大学元学長・名誉教授、元医療法人渓仁会理事長（* 1935年）
- 2025年 - 山崎照朝、武道家、空手家、元キックボクサー、格闘技評論家（* 1947年）
- 2025年 - 大賀昭司、実業家、大黒天物産創業者（* 1956年）

### 人物以外（動物など）
- 2009年 - アグネスタキオン、競走馬、種牡馬（* 1998年）
- 2015年 - たま、和歌山電鐵貴志川線貴志駅名誉永久駅長（* 1999年）

## 記念日・年中行事

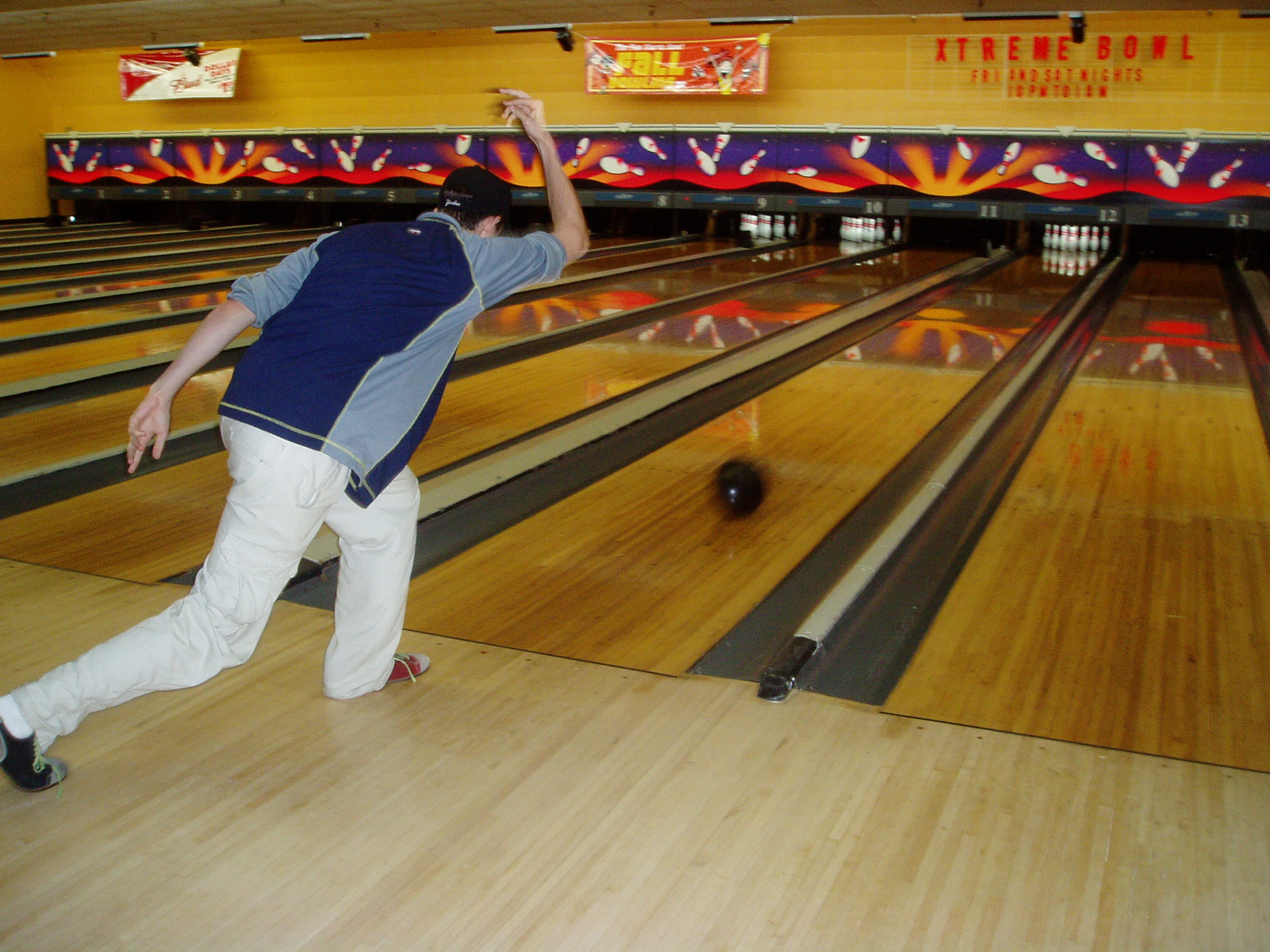
ボウリングの日

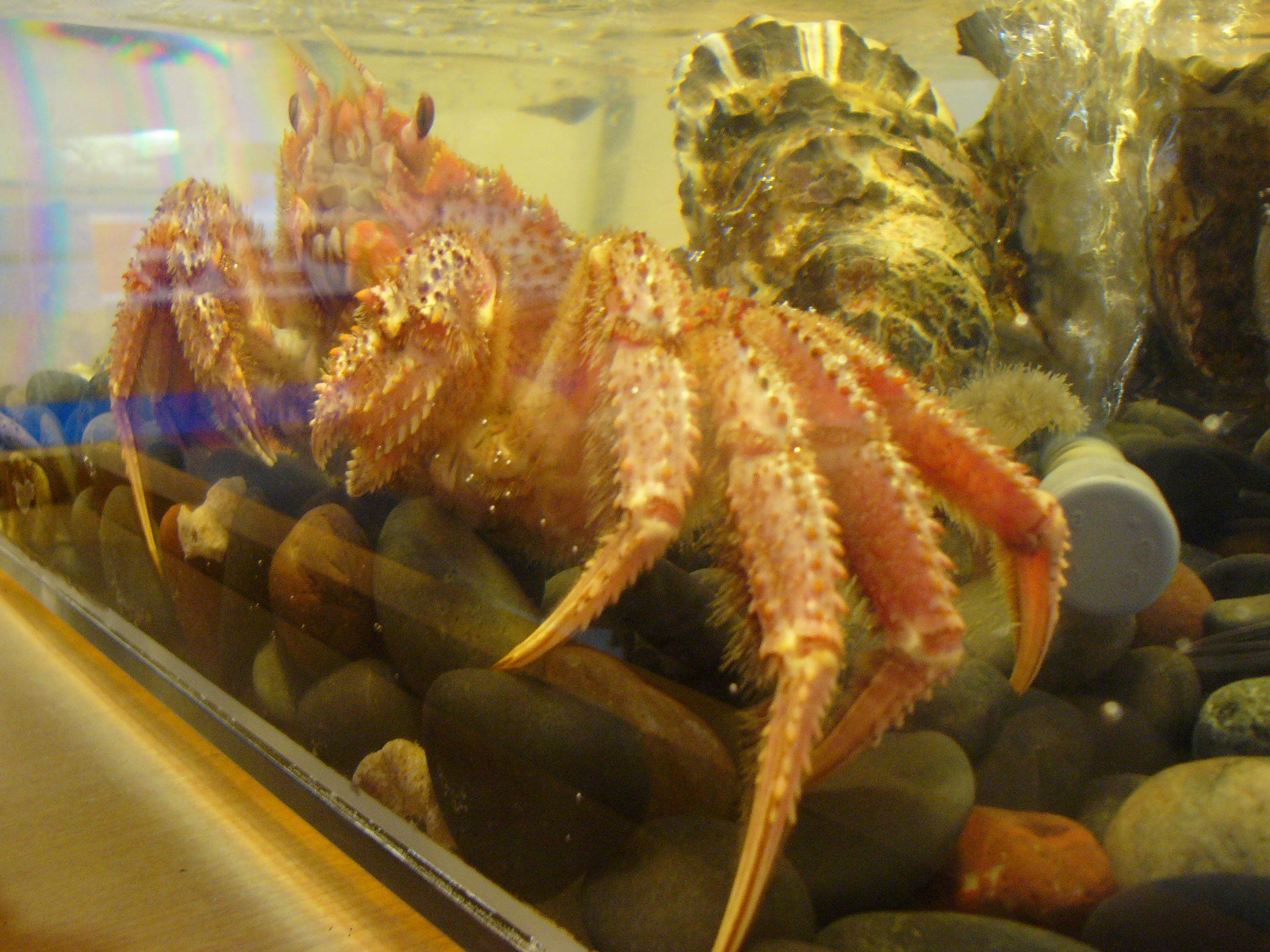
かにの日

- 夏至（ 日本 2007年、2011年、2015年、2019年）
- 反ファシスト闘争記念日（英語版）（ クロアチア）
1941年のこの日、ドイツ・イタリアによる占領下のクロアチア・シサク近郊で反ファシストパルチザンの反乱が始まったことを記念。
- 教師の日（ エルサルバドル）
- 日韓条約調印記念日（ 日本）
1965年のこの日、「日韓基本条約」等の調印式が行われたことを記念。
- ボウリングの日（ 日本）
1861年（文久元年）6月22日付の英字新聞「ザ・ナガサキ・ショッピングリスト・アンド・アドバタイザー」にボウリング場オープンの広告が掲載されたことにちなんだもの。日本ボウリング場協会が1972年に制定。
- かにの日（ 日本）
五十音順で「か」の文字が6番目、「に」の文字が22番目に登場することに加え、一般的な星座占いでかに座がこの日に始まることにちなんだもの。かに道楽を運営するJRI株式会社かに道楽が1990年に制定。
- らい予防法による被害者の名誉回復及び追悼の日（ 日本）
2009年より実施。2001年のこの日にハンセン病補償法が公布・施行されたことにちなみ、厚生労働省主催による追悼・慰霊等の行事が行われる。